# أل بويل
أل بويل (بالإنجليزية: Al Buell)‏ هو رسام توضيحي أمريكي، ولد في 1910، وتوفي في 1996.